# Euprosopia matsudai
Euprosopia matsudai är en tvåvingeart som beskrevs av Hiromu Kurahashi 1974. Euprosopia matsudai ingår i släktet Euprosopia och familjen bredmunsflugor. Inga underarter finns listade i Catalogue of Life.